# Menipea flagellifera
Menipea flagellifera är en mossdjursart som beskrevs av Busk 1884. Menipea flagellifera ingår i släktet Menipea och familjen Candidae. Inga underarter finns listade i Catalogue of Life.